# Gerardo Stübing
Gerardo Stübing Martínez (1957) es un botánico, artista plástico, investigador, y farmacéutico español de origen germano.
Posee una licenciatura y el doctorado en Farmacia. Desarrolla actividades académicas en la Facultad de Farmacia, Universidad de Valencia.

## Algunas publicaciones

### Libros
- juan bautista Peris, gerardo Stübing. 2006. Plantas tóxicas de la Provincia de Albacete. Estudios 166 (Instituto de Estudios Albacetenses): Serie I. Ed. ilustr. de Instituto de Estudios Albacetenses Don Juan Manuel, 415 pp. ISBN 849539491X, ISBN 9788495394910

- -----------------------, ---------------------. 2001. Plantas medicinales de la Península Ibérica e Islas Baleares, Guías verdes. Ed. Jaguar, 720 pp. ISBN 8489960526, ISBN 9788489960527

- -----------------------, ---------------------, ramón Figuerola. 1996. Guía de las plantas medicinales de la Comunidad Valenciana. Tradujo del catalán e ilustró María J. Morán. Ed. ilustrada de Las Provincias, 416 pp. ISBN 8485402936, ISBN 9788485402939

## Honores

### Membresías[2]
- Intecol
- Floristisch-soziologischeArbeitsgemeinschaft
- The Ecological Society of America
- Sociedad linneana de Londres
- Ordinario de la Sociedad para el estudio fitotaxonómico y ecológico del área Mediterránea (OPTIMA)
- Asociación Internacional de Taxonomía (IAPT)
- Miembro de la British Ecological Society
- Botanical Society of America
- La abreviatura «Stübing» se emplea para indicar a Gerardo Stübing como autoridad en la descripción y clasificación científica de los vegetales.[3]

Publica habitualmente, entre otros, en Willdenowia. Mitteilungen aus dem Botanischen Garten und Museum Berlin-Dahlem, Bot. J. Linn. Soc.